# Carlos Arbizú
Carlos Arbizú (n. 21 de septiembre de 1987 en La Ceiba) es un futbolista hondureño, que jugó la última temporada como lateral izquierdo en el CD Vida de la LNPH de Honduras.

## Trayectoria
Carlos Arbizú debutó el 20 de agosto de 2008 contra Olimpia.
- Datos: Q16302382